# Big Bang Alive Galaxy Tour
Big Bang Alive Galaxy Tour (también conocido como Alive Tour) fue una gira musical de conciertos de la Boy band surcoreana Big Bang realizada durante los años 2012 y 2013 para promocionar su EP titulado "Alive" . El espectáculo recorrió América, Asia y Europa a través de 48 conciertos en 13 países, con una estimación de 800.000 entradas vendidas, fue dirigida por Laurieann Gibson, patrocinada por Samsung Galaxy y promocionada por Live Nation.

## Producción
La gira fue en apoyo de su nuevo EP titulado Alive que fue lanzado el 29 de febrero de 2012, por lo cual el sello discográfico YG Entertainment anunció que la banda tenía intención de celebrar un gira mundial en asociación con Live Nation, por lo cual iban a visitar Asia, América y Europa. El presidente de Live Nation Alan Ridgeway declaró: "Estamos muy felices de estar trabajando con YG Entertainment y Big Bang para mostrar [nuestro trabajo] para los fans del K-pop en todo el mundo". Un representante de YG Entertainment declaró: "Estamos trabajando duro para tener el mejor concierto con el mejor equipo de producción para igualar la anticipación de los fans del mundo que están esperando el primer concierto en el que van a conocer a Big Bang. La coreógrafa y directora creativa Laurieann Gibson, famosa por su anterior trabajo con Lady Gaga, fue contratada como directora y coreógrafa de la gira. El equipo de producción describió el concepto como un "oscuro mundo futurista [que solo podía ser] salvado por Big Bang". La iluminación y puesta en escena, así como la producción en general, fue diseñada por Leroy Bennet con un valor estimado en 1.3 millones de dólares. La marca de electrodomésticos coreana Samsung fue contratada como patrocinador oficial de la gira. Esta fue la primera gira mundial de la banda.

## Recepción comercial
La gira comenzó en el Arena de Gimnasia Olímpica de Seúl donde tuvo una asistencia de 39 mil personas en 3 conciertos. En Singapur, todos los boletos se agotaron poco después de su venta y un segundo show se anunció de inmediato para hacer frente con la enorme demanda de entradas de los fanáticos. En Malasia, más de 3.500 personas que tuvieron que hacer cola a pie para comprar boletos en las taquillas. En Taiwán, las 22.000 entradas de sus 2 shows en ese país se agotaron en tan solo unas horas.
Debido a la fuerte demanda en los Estados Unidos, se añadieron conciertos adicionales, tanto en Los Ángeles y Nueva Jersey el 2 de noviembre y 8 de noviembre. En Japón, Big Bang se convirtió en el primer artista coreano para realizar tres conciertos en Domos, en el Tokyo Dome, el Kyocera Dome, y Fukuoka Dome.
El precio de las entradas para su concierto en Hong Kong fue de alrededor HKD 1,680. El diario Orange County Register informó que los precios de las entradas van desde USD 50 a USD 300 para las fechas en el Honda Center de Los Ángeles. En el Reino Unido todos los boletos para el show del Wembley Arena fueron vendidos en una hora, por lo cual se tuvo que añadir un segundo concierto. Debido a la gran puesta en escena y el éxito en todos los conciertos el 30 de noviembre de 2012 Big Bang ganó el premio "Guardian Angel Worldwide Performer" en Mnet Asian Music Awards.

## Emisiones y grabaciones

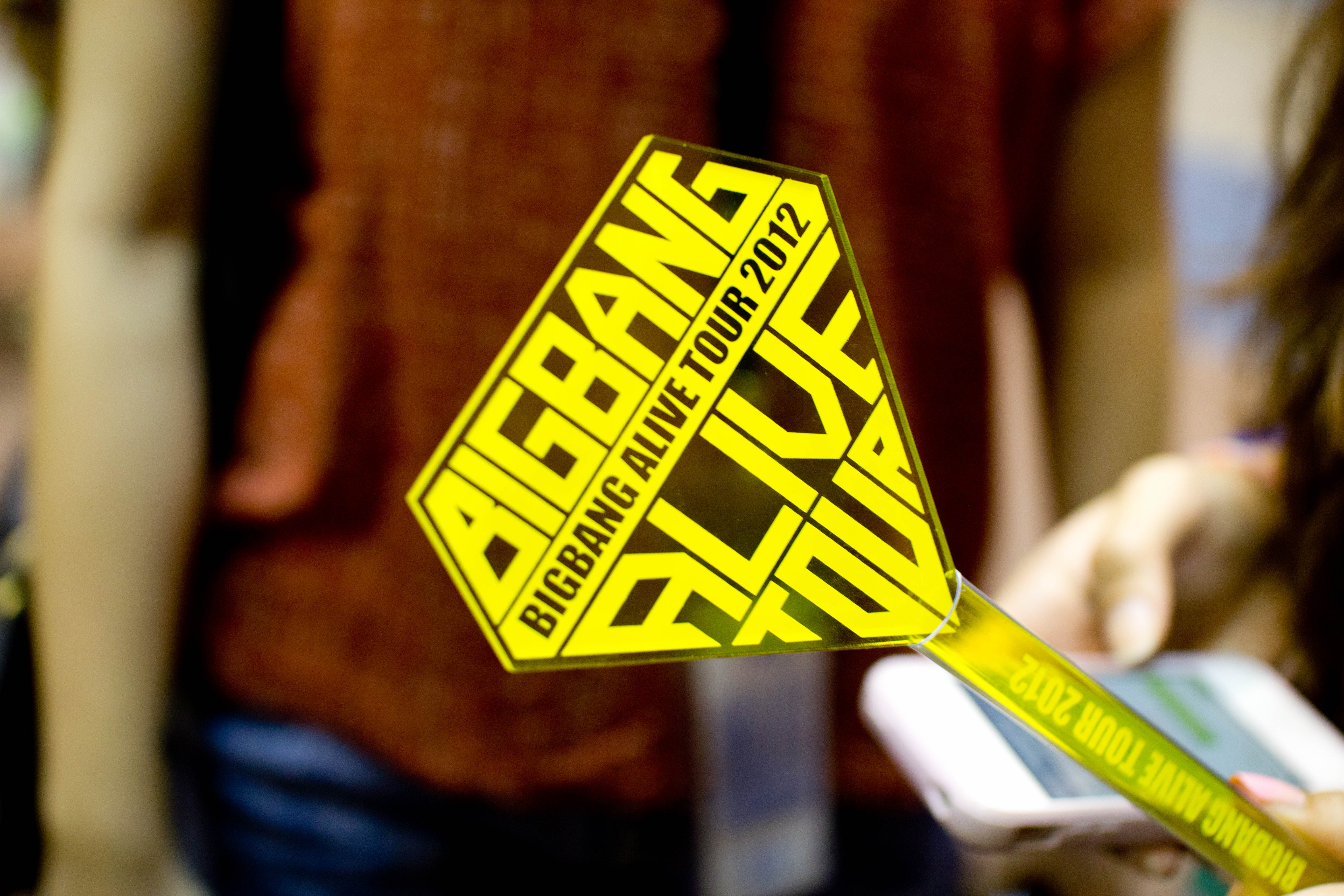
Ventilador manual con el logo de la gira

MTV emitió a nivel mundial un especial televisivo titulado "BIGBANG MTV World Stage" con el primer concierto de la gira en Seúl. También en Japón se emitió un especial llamado "Big Bang Tour 2012 in Japan Special Final in Dome" fue emitido el 24 de febrero de 2013 a las 23:00 por el canal TBS1. Fueron publicados dos álbumes con el audio de los conciertos en Seúl, el primero fue publicado el 10 de enero y el segundo el 30 de mayo de 2013.

## Lista de canciones
1. «Alive» (Introducción)
2. «Tonight»
3. «Hands Up»
4. «Fantastic Baby»
5. «How Gee»
6. «Stupid Liar»
7. «Knockout» (G-Dragon y T.O.P)
8. «High High» (G-Dragon y T.O.P)
9. «Strong Baby» (SeungRi)
10. «What Can I Do» (SeungRi)
11. «Gara Gara Go»
12. «Number 1»
13. «Café» (Remix)

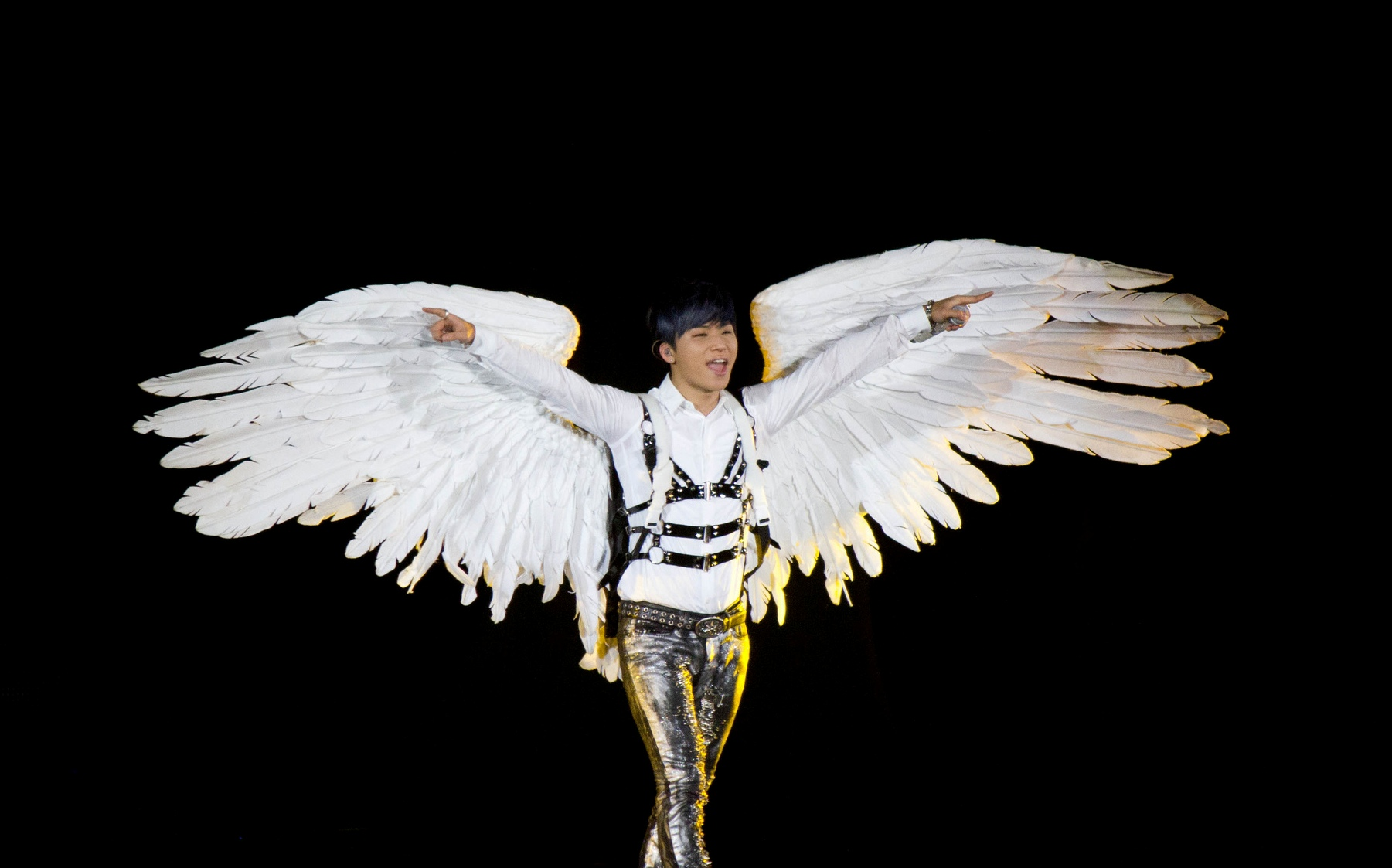
Daesung

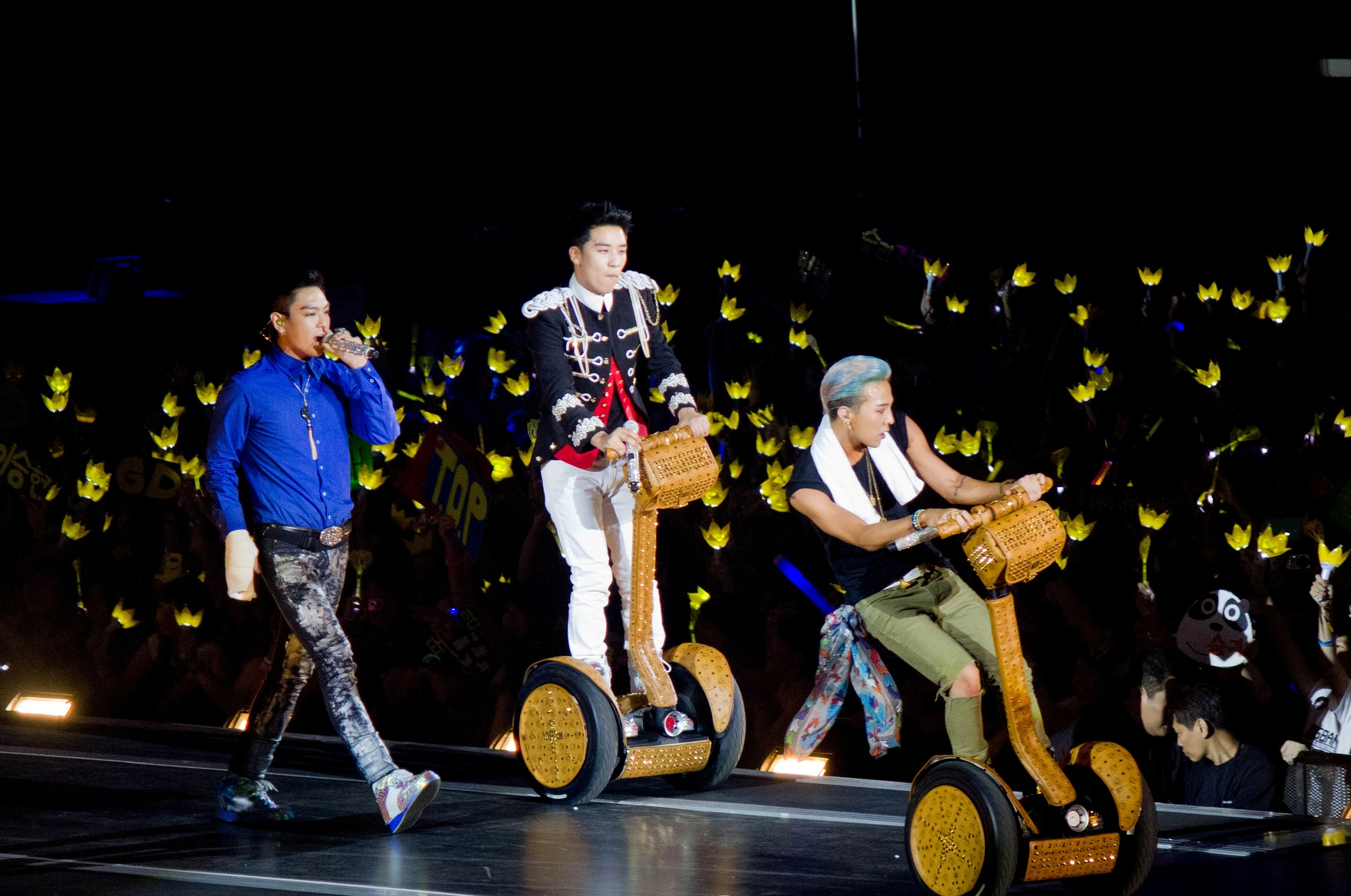
T.O.P, SeungRi y G-Dragon

14. «Crayon» (G-Dragon) (Solo Algunas Fechas)
15. «One of a Kind» (G-Dragon) (Solo Algunas Fechas)
16. «Bad Boy»
17. «Blue» (Solo Algunas Fechas)
18. «Ain't No Fun»
19. «Love Dust»
20. «Love Song»
21. «Monster» (Solo Algunas Fechas)
22. «Look Only At Me» (Taeyang)
23. «Where U At» (Taeyang) (Solo Algunas Fechas)
24. «Wedding Dress» (Taeyang)
25. «Wings» (Daesung)
26. «Haru Haru» (Versión Acústica)
27. «Lies»
28. «Last Farewell»

Encore:
1. «Sunset Glow» (Solo Algunas Fechas)
2. «Heaven»
3. «Bad Boy» (Solo Algunas Fechas)
4. «Fantastic Baby» (Solo Algunas Fechas)
5. «Feeling» (Solo Algunas Fechas)

## Fechas

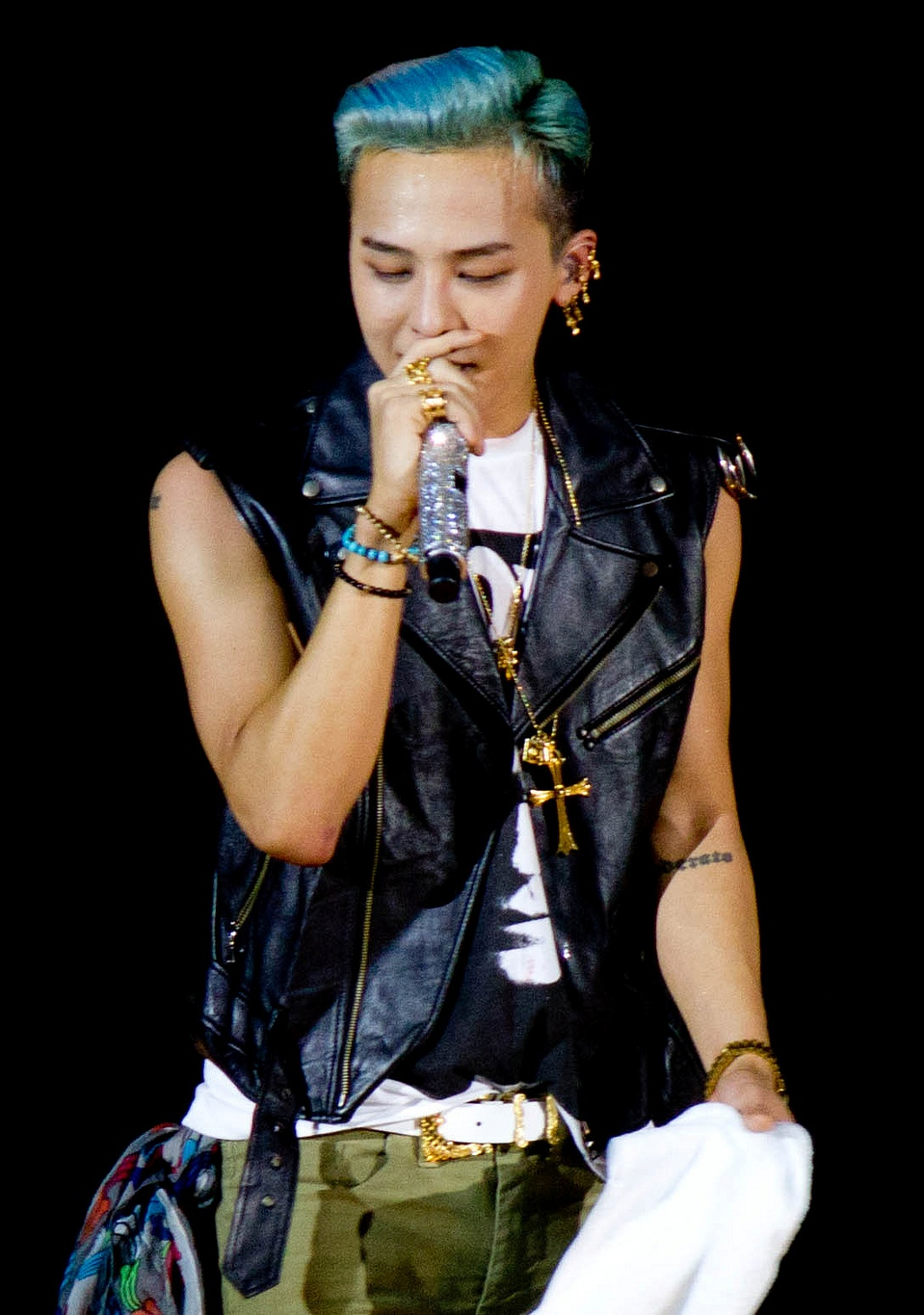
G-Dragon

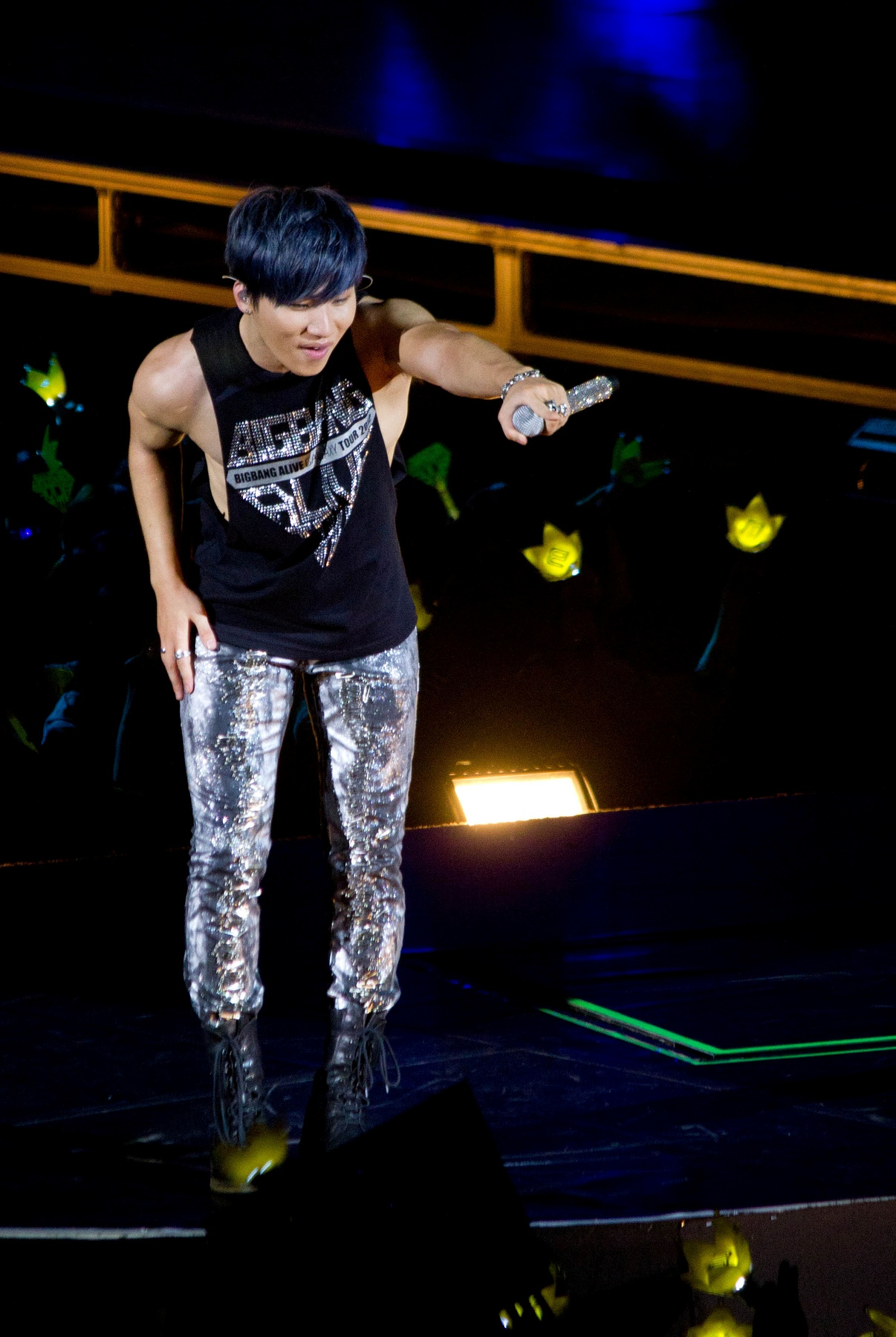
Daesung

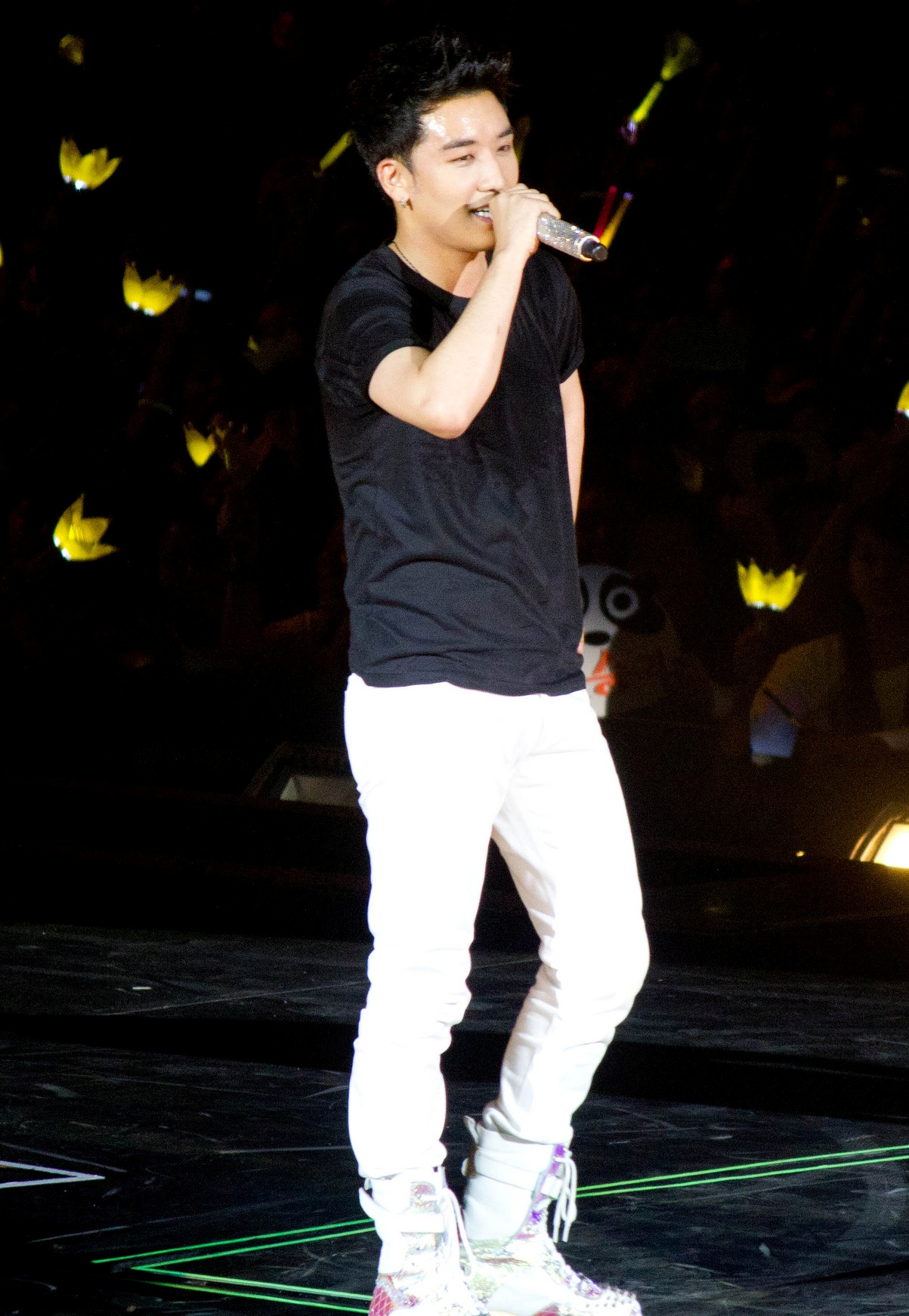
SeungRi

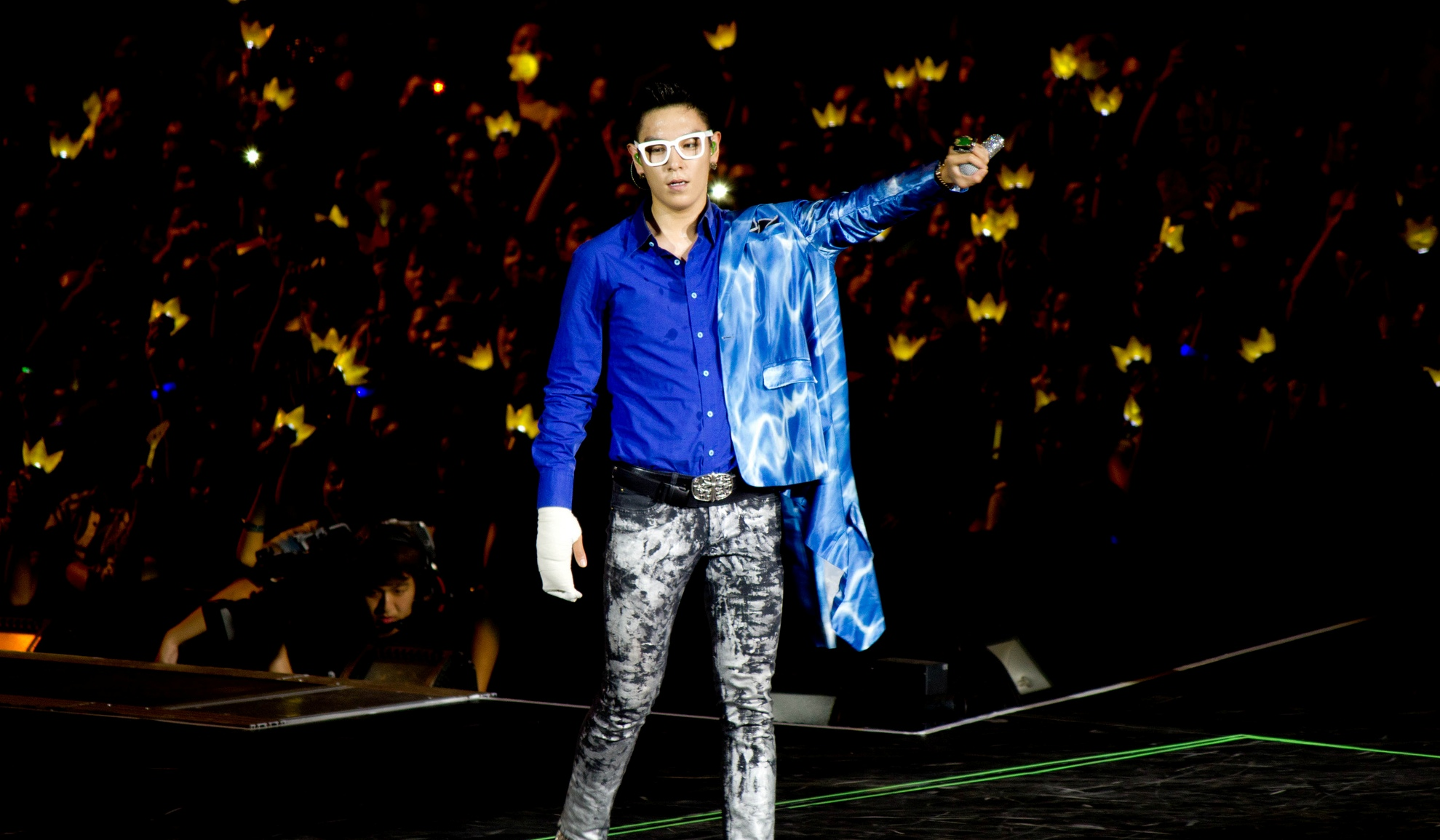
T.O.P

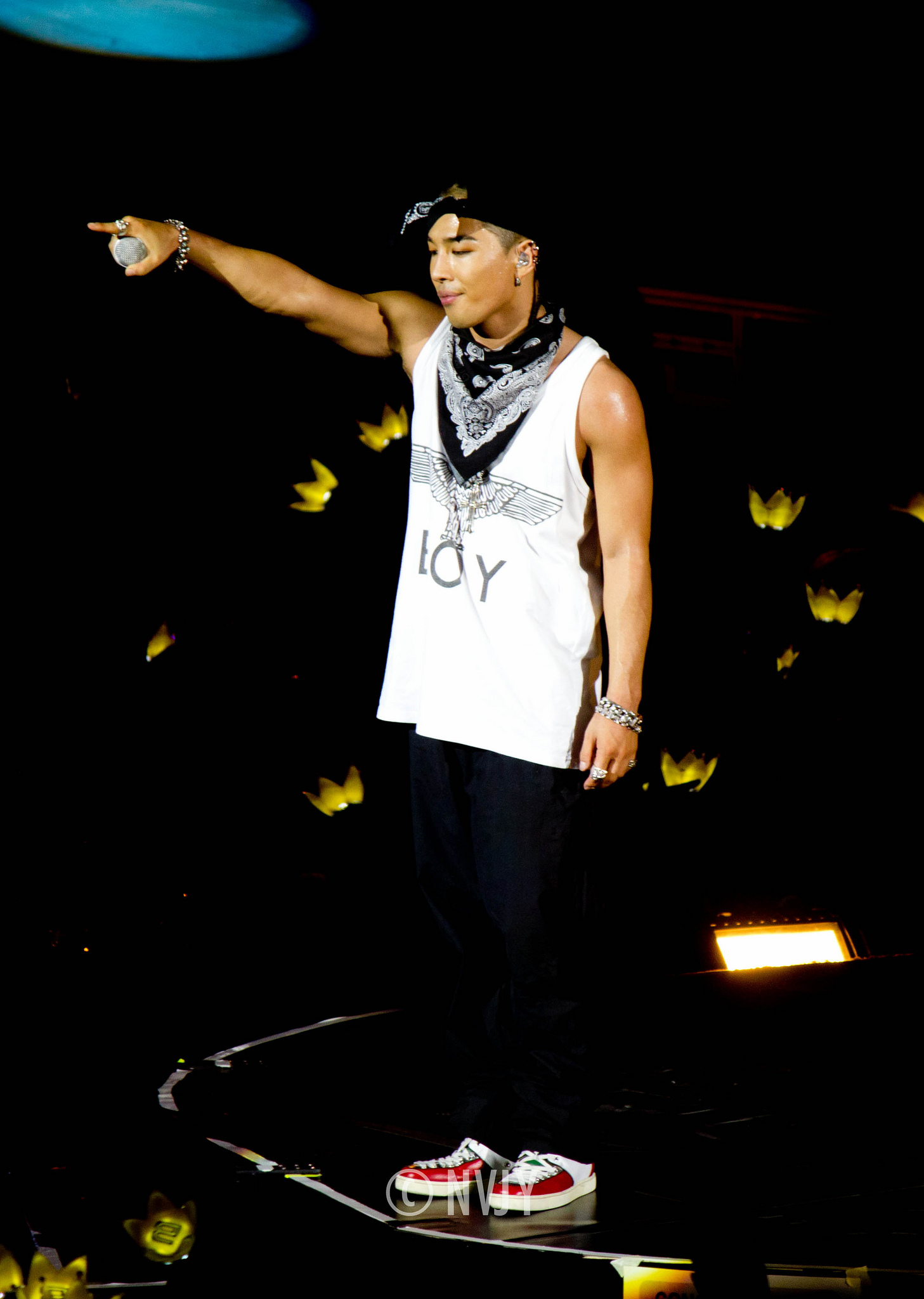
Taeyang

| Fechas                   | Ciudad       | País           | Lugar                                | Asistencia |
| ------------------------ | ------------ | -------------- | ------------------------------------ | ---------- |
| Asia                     |              |                |                                      |            |
| 2 de marzo de 2012       | Seúl         | Corea del Sur  | Olympic Gymnastics Arena             | 39,000     |
| 3 de marzo de 2012       | Seúl         | Corea del Sur  | Olympic Gymnastics Arena             | 39,000     |
| 4 de marzo de 2012       | Seúl         | Corea del Sur  | Olympic Gymnastics Arena             | 39,000     |
| 17 de mayo de 2012       | Nagoya       | Japón          | Nippon Gaishi Hall                   | 18,000     |
| 18 de mayo de 2012       | Nagoya       | Japón          | Nippon Gaishi Hall                   | 18,000     |
| 25 de mayo de 2012       | Yokohama     | Japón          | Yokohama Arena                       | 36,000     |
| 26 de mayo de 2012       | Yokohama     | Japón          | Yokohama Arena                       | 36,000     |
| 26 de mayo de 2012       | Yokohama     | Japón          | Yokohama Arena                       | 36,000     |
| 31 de mayo de 2012       | Osaka        | Japón          | Osaka-jō Hall                        | 40,000     |
| 1 de junio de 2012       | Osaka        | Japón          | Osaka-jō Hall                        | 40,000     |
| 2 de junio de 2012       | Osaka        | Japón          | Osaka-jō Hall                        | 40,000     |
| 3 de junio de 2012       | Osaka        | Japón          | Osaka-jō Hall                        | 40,000     |
| 16 de junio de 2012      | Saitama      | Japón          | Saitama Super Arena                  | 36,000     |
| 17 de junio de 2012      | Saitama      | Japón          | Saitama Super Arena                  | 36,000     |
| 23 de junio de 2012      | Fukuoka      | Japón          | Marinemesse Fukuoka                  | 20,000     |
| 24 de junio de 2012      | Fukuoka      | Japón          | Marinemesse Fukuoka                  | 20,000     |
| 21 de julio de 2012      | Shanghái     | China          | Mercedes-Benz Arena                  | 10,000     |
| 28 de julio de 2012      | Cantón       | China          | Guangzhou International Sports Arena | 10,000     |
| 4 de agosto de 2012      | Pekín        | China          | MasterCard Center                    | 10,000     |
| 28 de septiembre de 2012 | Singapur     | Singapur       | Singapore Indoor Stadium             | 20,000     |
| 29 de septiembre de 2012 | Singapur     | Singapur       | Singapore Indoor Stadium             | 20,000     |
| 5 de octubre de 2012     | Bangkok      | Tailandia      | Impact Arena                         | 20,000     |
| 6 de octubre de 2012     | Bangkok      | Tailandia      | Impact Arena                         | 20,000     |
| 12 de octubre de 2012    | Yakarta      | Indonesia      | Mata Elang International Stadium     | 26,000     |
| 13 de octubre de 2012    | Yakarta      | Indonesia      | Mata Elang International Stadium     | 26,000     |
| 20 de octubre de 2012    | Taipéi       | Taiwán         | Taipei Arena                         | 26,000     |
| 21 de octubre de 2012    | Taipéi       | Taiwán         | Taipei Arena                         | 26,000     |
| 24 de octubre de 2012    | Manila       | Filipinas      | Mall of Asia Arena                   | 13.000     |
| 27 de octubre de 2012    | Kuala Lumpur | Malasia        | Stadium Merdeka                      | 18.000     |
| América del Norte        |              |                |                                      |            |
| 2 de noviembre de 2012   | Anaheim      | Estados Unidos | Honda Center                         | 24,000     |
| 3 de noviembre de 2012   | Anaheim      | Estados Unidos | Honda Center                         | 24,000     |
| 8 de noviembre de 2012   | Newark       | Estados Unidos | Prudential Center                    | 24,000     |
| 9 de noviembre de 2012   | Newark       | Estados Unidos | Prudential Center                    | 24,000     |
| América del Sur          |              |                |                                      |            |
| 14 de noviembre de 2012  | Lima         | Perú           | Jockey Club del Perú                 | 10,000     |
| Asia                     |              |                |                                      |            |
| 23 de noviembre de 2012  | Osaka        | Japón          | Osaka Dome                           | 100,000    |
| 24 de noviembre de 2012  | Osaka        | Japón          | Osaka Dome                           | 100,000    |
| 5 de diciembre de 2012   | Tokio        | Japón          | Tokyo Dome                           | 55,000     |
| 8 de diciembre de 2012   | Hong Kong    | Hong Kong      | AsiaWorld-Arena                      | 30,000     |
| 9 de diciembre de 2012   | Hong Kong    | Hong Kong      | AsiaWorld-Arena                      | 30,000     |
| 10 de diciembre de 2012  | Hong Kong    | Hong Kong      | AsiaWorld-Arena                      | 30,000     |
| Europa                   |              |                |                                      |            |
| 14 de diciembre de 2012  | Londres      | Reino Unido    | Wembley Arena                        | 24,000     |
| 15 de diciembre de 2012  | Londres      | Reino Unido    | Wembley Arena                        | 24,000     |
| Asia                     |              |                |                                      |            |
| 22 de diciembre de 2012  | Fukuoka      | Japón          | Fukuoka Dome                         | 50,000     |
| 12 de enero de 2013      | Osaka        | Japón          | Osaka Dome                           | 100,000    |
| 13 de enero de 2013      | Osaka        | Japón          | Osaka Dome                           | 100,000    |
| 25 de enero de 2013      | Seúl         | Corea del Sur  | Olympic Gymnastics Arena             | 39,000     |
| 26 de enero de 2013      | Seúl         | Corea del Sur  | Olympic Gymnastics Arena             | 39,000     |
| 27 de enero de 2013      | Seúl         | Corea del Sur  | Olympic Gymnastics Arena             | 39,000     |

## Personal
- Voces Principales: G-Dragon, Taeyang, Seungri, T.O.P y Daesung
- Director del show: Laurieann Gibson
- Diseño del escenario / iluminación: Leroy Bennett
- Sonido: Ken Van Druten
- Fondos / Diseños: Possible Productions
- Director musical / teclado: Gil Smith II
- Guitarra: Justin Lyons
- Programador: Adrian Porter
- Teclado: Dante "Inferno" Jackson
- Bajo: Omar Dominick
- Batería: Bennie "BrIIghtReD" Rodgers II
- Bailarines: HiTech Dancers y Crazy Girls
- Management: YG Entertainment
- Organizador y Promotor: Live Nation
- Mánager del Tour: Shirley Hong
- Auspiciador: Samsung